# Rova d'Antananarivo
Rova d'Antananarivo —en malgaix Rovan'i Manjakamiadana— és un complex palatí (Rova) de Madagascar, que va servir com a llar dels sobirans del regne d'Imerina en els segles xvii i XVIII, així com als governants del regne de Madagascar el segle xix. La seva contrapart és la vila fortificada d'Ambohimanga, seu espiritual del regne en contrast amb el significat polític del rova a la capital. Situat al centre de la ciutat d'Antananarivo, ocupa el punt més alt d'Analamanga, antigament el turó més alt de la ciutat. Es creu que el rei merina Andrianjaka, que va governar Imerina des del voltant de 1610 fins al 1630, va conquerir Analamanga a un rei vazimba al voltant de 1610 o 1625, i va erigir la primera estructura reial fortificada al lloc. Els successius reis merines van continuar governant des d'aquest indret fins a la caiguda de la monarquia el 1896, restaurant, modificant o afegint estructures reials dins el recinte per satisfer les seves necessitats.

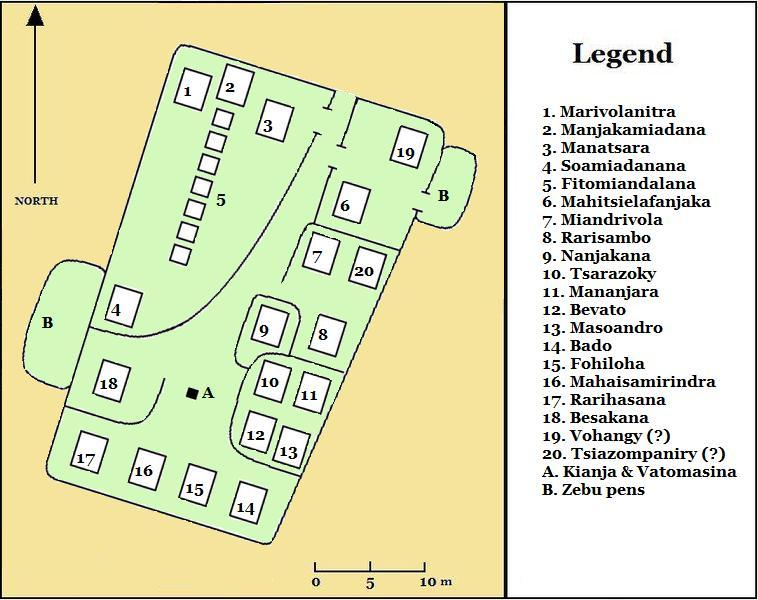
Disposició aproximada d'edificis en el complex de Rova sota el rei Andrianampoinimerina el 1800

Al llarg del temps, el nombre d'edificis del lloc va variar. Andrianjaka va fundar Rova amb tres edificis i una tomba a principis del segle xvii. El nombre d'estructures va créixer a aproximadament vint durant el govern del rei Andrianampoinimerina, a la fi del segle xviii. A finals del segle xx, les estructures de Rova s'havien reduït a onze, representant diversos estils arquitectònics i períodes històrics. El més gran i més destacat era el Manjakamiadana, també conegut com el «Palau de la Reina» de Ranavalona I, per a qui el palau de fusta original va ser construït entre 1839-1841 pel francès Jean Laborde. El 1867, el palau va ser revestit en pedra per ordre de la reina Ranavalona II, pel escocès James Cameron, missioner artesanal de la Societat Missionera de Londres. El veí Tranovola, un palau de fusta més petit construït el 1819 pel comerciant crioll Louis Gros per al rei Radama I, va ser el primer edifici de múltiples pisos amb terrasses al complex. El model ofert per Tranovola va transformar l'arquitectura al llarg de les Terres altes el segle xix, inspirant un canvi generalitzat cap a les cases de dos pisos amb galeries o terrasses. A Rova també hi havia una casa de fusta amb forma de creu (Manampisoa) construïda com la residència privada de la reina Rasoherina, una capella protestant de pedra (Fiangonana), nou tombes reials i diverses cases de fusta construïdes en l'estil tradicional reservat per als andriana (nobles) a Imerina. Entre els més significatius es trobaven Besakana, erigida a principis del segle xvii per Andrianjaka i considerada el tron del regne, i Mahitsielafanjaka, edifici posterior que va arribar a representar la seu d'autoritat espiritual ancestral a Rova.
La nit del 6 de novembre de 1995 un incendi va destruir o danyar totes les estructures del complex de Rova poc abans de ser inscrit a la llista del Patrimoni de la Humanitat de la UNESCO. Encara que oficialment es va declarar com un accident, van persistir rumors que havia estat provocat per motius polítics. La capella i les tombes, així com Besakana i Mahitsielafanjaka, han estat completament restaurades amb donacions bilaterals del govern, fons estatals i donacions intergovernamentals i privades. En el palau d'Andafiavaratra, habilitat com a museu, s'exposen diferents peces i estris reials salvats de la destrucció del foc.